# 21.ª Brigada Mixta (Ejército Popular de la República)
La 21.ª Brigada Mixta fue una unidad del Ejército Popular de la República creada durante la guerra civil española.

## Historial
La brigada se constituyó en Cuenca a finales de 1936. El mando de la nueva unidad se le entregó al comandante de infantería Francisco Gómez Palacios y como comisario político fue seleccionado Emilio Rodríguez Sabio, del PSOE.
El 3 de enero de 1937, se trasladó a Madrid para incorporarse a la 5.ª División, y tres días después ya se encontraba en el frente, defendiendo el sector de El Pardo-Casa de Campo. Durante la Batalla del Jarama estuvo situada en reserva en Fuencarral, de donde no se movió. El 23 de marzo hubo cambios en la estructura de la unidad: el mayor de milicias Juan de Pablo Jansen asumió el mando, y la brigada absorbió a la llamada Brigada Mixta «H». Entre el 10 y el 14 de abril la 21.ª BM, integrada en una agrupación que mandaba el teniente coronel José María Galán, tomó parte en un fallida ofensiva que pretendía conquistar el Cerro Garabitas, en el frente de Madrid.
En mayo se preparó para intervenir en la llamada Ofensiva de Segovia, un ataque de distracción que pretendía tomar la capital segoviana y reducir la presión franquista sobre Bilbao. El comandante de artillería Francisco Gil Díaz-Pallarés asumió el mando para ejecutar la operación, mientras que la brigada se integró en la 34.ª División y se la reforzó con una compañía de carros de combate. Aunque situada inicialmente como reserva, poco después del comienzo de la operación fue enviada a primera línea de combate. El 1 de junio la brigada atacó las posiciones enemigas entre Cabeza Grande y Matabueyes, logrando infiltrarse en la retaguardia enemiga. Logró ocupar las posiciones de Matabueyes, La Casona y La Casa de Santillana, aunque fracasó en el asalto de Cabeza Grande. La brigada también stuvo cerca de conquistar la población de La Granja de San Ildefonso y el cercano Palacio Real, lo que habría dejado el camino expédito hacia Segovia. Sin embargo, la intervención de los regulares marroquíes frustró la operación. Para el 4 de junio la brigada se había retirado a Navacerrada, y al día siguiente ya se encontraba en Madrid.
Intervino posteriormente en la batalla de Brunete, y también en la ofensiva de Zaragoza, relevando a la desgastada 32.ª Brigada Mixta de Nilamón Toral en el sector de Quinto y Mediana. El 11 de octubre participó en un fallido ataque sobre Fuentes de Ebro que terminó en un estrepitoso fracaso, tras lo cual la brigada fue disuelta.
Recreación
El 22 de agosto de 1938 la 21.ª BM fue reorganizada nuevamente en Pozo de Guadalajara, haciéndose cargo del mando el comandante de infantería Luis de Sandoval Jiménez. Poco después fue enviada al frente, en el sector de Beleña de Sorbe. El 12 de diciembre marchó hacia el Frente de Córdoba, llegando a Belalcázar para incorporarse a la 73.ª División del XVII Cuerpo de Ejército. Posteriormente participó en la Batalla de Peñarroya, el 17 de enero de 1939 colaborando con otras unidades en el ataque a las Sierras de Mesegara y Torozos. Después de eso, se pierde su rastro.

## Mandos
Comandantes en Jefe
- Comandante de Infantería Francisco Gómez Palacios;
- Mayor de milicias Abelardo Belenguer Alcober;
- Mayor de milicias Juan de Pablo Janssen;
- Comandante de Artillería Francisco Gil Díaz-Pallarés;
- Comandante de Infantería Luis de Sandoval Jiménez;
- Comandante de Infantería Francisco Eugenio Carmona;

Comisarios
- Emilio Rodríguez Sabio,[8] del PSOE;